# Хилел Словак
Хилел Словак (на английски: Hillel Slovak) e американски музикант, известен като оригиналния китарист на американската фънк рок група „Ред Хот Чили Пепърс“.

## Ранни години
Хилел Словак е роден в град Хайфа, Израел на 13 април 1962 в еврейско семейство, преживяло Холокоста. Бащата на Хилел е роден в Югославия, а майка му в Полша. Семейството емигрира в Куинс, Ню Йорк, САЩ през 1966 – година преди войната Йом Кипур. На следващата година се местят в Южна Калифорния. Там Хилел посещава училище Банкрофт, където се сприятелява с бъдещите си колеги Джак Айрънс и Майкъл Балзари. След завършване на Банкрофт тримата се записват да учат в гимназия Феърфакс. На 13 години, впечатлен от стила на китаристите Джими Пейдж и Джими Хендрикс, Хилел започва да се учи да свири на китара. По това време той представя рок музиката на Майкъл Балзари и се сприятелява с друго момче на име Антъни Кийдис, което споделя възхищението на Хилел към музиката на Лед Зепелин и Стиви Уондър. Скоро Словак сформира първата си група – Chain Reaction заедно с Джак Айрънс и с други двама приятели, Алън Джохънс и Тод Страсмън. След първата им изява името е сменено на Anthym. Невпечатлен от качествата на Страсмън, Хилел почва да дава уроци по свирене на бас на приятеля си Майкъл Балзари, който скоро става известен с псевдонима Флий. Майкъл Балзари напредва бързо в свиренето на бас китара и скоро напуска Anthym, за да се присъедини към пънк групата Фиър. Без Балзари, Anthym сменят наименованието си на What is This?.

## „Ред Хот Чили Пепърс“
Няколко месеца след напускането на Флий Anthym са помолени от Гери Алън, приятел на Кийдис, да свирят на един купон в Rhythm Lounge Club. Словак, Айрънс и Флий се събират отново, като в редиците им е включен Антъни Кийдис, който поема вокалите на групата. Успехът на формацията води до още няколко изяви и промяна на името на Tony Flow and the Miraculously Majestic Masters of Mayhem.
Групата променя името си на The Red Hot Chili Peppers и се превръща в ъндърграунд хит в Лос Анджелис. Успехът им не остава незабелязан и през 1984 година музикалният издател EMI подписва договор с тях за 8 албума. Участието на Хилел Словак и Джак Айрънс е прекратено принудително поради контракта на групата им What is This? с друг издател, MCA.
Хилел издава с What is This?, две EP-та („Squeezed“ през 1984 и „3 Out of 5“ през 1985) и албум „What is This?“ през 1985 година. Успешни песни на групата от този период са „Mind My Have Still I“, който е включен във филма на Камерън Кроу „The Wild Life“ и кавър на групата Spinners, „I’ll Be Around“. По време на работата върху „3 Out of 5“ Хилел Словак се свързва с Флий относно връщането му в Ред Хот Чили Пепърс. За тях това е добра възможност, тъй като са недоволни от китариста Джак Шърмън, който се скарва с Антъни Кийдис. След приключване на промоционалното турне за албума „The Red Hot Chili Peppers“ Шърмън е уволнен от групата.
В първите месеци след завръщането в „Ред Хот Чили Пепърс“ си проличават проблемите на Хилел Словак и Кийдис с наркотиците. Двама се пристрастяват към хероина. Въпреки проблемите групата завършва първия албум с Хилел – „Freaky Styley“ издаден през август 1985, продуциран от фънк легендата Джордж Клинтън. В него е включена песента „Skinny Sweaty Man“ в чест на Хилел. Албумът е неуспешен, а турнето се смята за незадоволително. След края на турнето барабанистът на групата Клиф Мартинез е уволнен и на негово място се завръща друг член от оригиналния Anthym, Джак Айрънс.
През май 1987 г. реформираната група влиза в студио за пореден път за записите на следващия албум „The Uplift Mofo Party Plan“. Продуцент този път е Майкъл Байнхорн, който се харесва на групата заради любовта му към музиката на Стиви Уондър и Джими Хендрикс. В този албум Хилел набляга повече на хевиметъл звученето, отколкото на фънк рока. В „The Uplift Mofo Party Plan“ Хилел Словак се доказва като изпълнител и на ситар в песента „Behind the Sun“. Издаден през септември 1987 г., албумът става най-успешният на групата дотогава (достигайки 148-о място в Billboard). Ред Хот Чили Пепърс подгряват групи като Faith No More и Beastie Boys, разширявайки базата от фенове в САЩ и Европа.

## Смърт
По време на промоционалното турне за „The Uplift Mofo Party Plan“ проблемите с наркотиците на Хилел и Антъни се задълбочават. Кийдис, който има опит още от детството с наркотиците, все още се бори, докато Хилел губи битката със зависимостта си. На сцена той свири разсеяно и все повече се дистанцира от останалите в „Ред Хот Чили Пепърс“. След едно участие групата едва не уволнява Хилел. Разубедени са от Анджело Мур, член на подгряващата група Fishbone. През май 1988 г. „Ред Хот Чили Пепърс“ се завръщат в САЩ след една фотосесия за „Abbey Road EP“. Сред Флий, Кийдис и Айрънс цари убеждението, че състоянието на Хилел се подобрява. Но само месец след това на 25 юни 1988 г. Хилел Словак умира от свръхдоза хероин на 26 години. Антъни Кийдис бяга зад граница в Мексико, далеч от всички, които го свързват с хероина, Джак Айрънс напуска групата, а Флий се захваща със странични проекти, докато отмине шока. Хилел Словак е погребан в Mount Sinai Memorial Park Cemetery в Холивуд, Калифорния, САЩ.

## Влияние
Хилел Словак е човекът, който дефинира звученето на „Ред Хот Чили Пепърс“ през 80-те години. Когато Антъни Кийдис и Флий търсят китарист след смъртта му, те се спират на 18-годишния член на Thelonious Monster Джон Фрушанте, който не крие възхищението си от Словак. Стилът му на свирене наподобява този на Хилел, с което впечатлява достатъчно Кийдис и Флий, за да го вземат в редиците си. Песните в последвалите албуми „Knock Me Down“ (от Mother's Milk), „My Lovely Man“ (от Blood Sugar Sex Magik) и „This is the Place“ (от By the Way) са написани в памет на Хилел Словак.